# Bistuenska biskupija
Bistoenska biskupija (Bestoensis ecclesia) je ranokršćanska biskupija na području nekadašnje rimske Dalmacije, na teritoriju današnje srednje Bosne i Hercegovine.
Istraživanja su pokazala da se na području nekadašnje rimske Dalmacije do održavanja Salonitanskog metropolitanskog sinoda 530. g. nalazilo devet ranokršćanskih dijeceza: Salonitanska, Jadertinska, Arbenska, Epitaurska, Skardonitanska, Naronitanska, Bistoenska, Kataritanska te Senienska. Tijekom održavanja sinoda 533. g. utemeljene su još tri: Sarsenterska, Mukuritanska i Ludroenska. Svi su oni bili podređeni jurisdikciji salonitanskog nadbiskupa. Tijekom težih crkvenih sukobljavanja u njih su se uključivali i pojedini dalmatinski biskupi (salonitanski, arbenski), zbog čega se dijelilo i njihovo svećenstvo, odnosno cijepale njihove dijeceze.
Dokumenta Salonitanskih metropolitanskih sinoda je supotpisao i Bistoenski biskup Andrija (Andreas), koji je upoznao Sinod s velikom oskudicom njegove dijeceze, koja nije mogla skrbiti o siromasima ni samu sebe uzdržavati. Andrija je 533. g. tražio da se njegova dijeceza razdijeli te da se postavi još jedan biskup za ona područja do kojih sam nije mogao doprijeti kako bi pastorizacija i skrb o svećenstvu i povjerenom mu puku bili učinkovitiji. Iako je imao razumijevanja za njegovo traženje, salonitanski nadbiskup Honorije II. (528. – 547.), nije mu udovoljio odgodivši razdiobu za drugo vrijeme Iz prijedloga biskupa Andrije da mu se razdijeli dijeceza proizilazi da se ona prostirala na velikim prostorima, odnosno da je u njenom sastavu bio najveći dio unutrašnjosti nekadašnje rimske Dalmacije.
Rimski municipij u kojem se nalazila i istoimena biskupija istraživali su mnogobrojni znanestvenici. Do danas nema jedinstvenog stava o veličini municipijuma, njegovim granicama i ubikaciji jednog ili dva središta. 
Od 1989. ponovno je uspostavljena kao naslovna biskupija na čijem su "čelu" do sada bili:
- Carl Kevin Moeddel (15. lipnja 1993. – 25. kolovoza 2009.)
- Theodorus Cornelis Maria Hoogenboom (7. prosinca 2009. – danas)